# Душкино (Тульская область)
Душкино — деревня в Тульской области России. С точки зрения административно-территориального устройства входит в Алексинский район. В плане местного самоуправления входит в состав муниципального образования город Алексин.

## География
Душкино находится в северо-западной части региона, в пределах северо-восточного склона Среднерусской возвышенности, в подзоне широколиственных лесов, на реке Кришма.

### Климат
Климат на территории Душкино, как и во всём районе, характеризуется как умеренно континентальный, с ярко выраженными сезонами года. Средняя температура воздуха летнего периода — 16 — 20 °C (абсолютный максимум — 38 °С); зимнего периода — −5 — −12 °C (абсолютный минимум — −46 °С).
Снежный покров держится в среднем 130—145 дней в году.
Среднегодовое количество осадков — 650—730 мм.

## История
По писцовой книге 1628 г. принадлежит Богдану Дмитриевичу Ходыреву.
По состоянию на 1913 г. — сельцо в составе Широносовской волости Алексинского уезда.
Было приписано к храму во имя Рождества Христова в с. Слуки (Рождество).
Решением исполнительного комитета Тульского областного Совета депутатов трудящихся от 14 мая 1970 года N 9-393 «Об изменениях в административно-территориальном делении районов области» была исключена из учётных данных. Восстановлена Постановлением Администрации Тульской области от 12 марта 2009 года № 111 «О признании утратившими силу некоторых решений исполнительного комитета Тульского областного Совета народных депутатов».
До муниципальной реформы в марте 2005 года входила в Авангардский сельский округ. После её проведения включёна в образованные муниципального образования сельское поселение «Авангардское» и в Алексинский муниципальный район.
21 июня 2014 года Алексинский муниципальный район и Авангардское сельское поселение были упразднены, деревня Душкино стала входить в городской округ Алексин.

## Население
| 2010 |
| ---- |
| 6    |

## Инфраструктура
Обслуживается отделением почтовой связи 301349.
Личное подсобное хозяйство (на август 2022 года 46 домов).

## Транспорт
Деревня доступна автотранспортом. Остановка общественного транспорта «Душкино». 